# 中板橋駅
中板橋駅（なかいたばしえき）は、東京都板橋区弥生町にある、東武鉄道東上本線の駅である。駅番号はTJ 05。

## 駅構造
島式ホーム2面4線を有する地上駅。
1926年（大正15年）に東武鉄道が東武東上線に中板橋仮停留所を設置し、夏期のみの営業を行なった。また、1927年（昭和2年）に開業した板橋遊泉園利用客の便宜を図るため、1932年まで毎年夏期に臨時停留所が開設され、1933年（昭和8年）に常設化された。
早朝・夜間と日中の一部の列車を除き、多くの普通列車が当駅で優等列車の待避を行う。なお、2021年のダイヤ現在日中時間帯に当駅で通過待避を行う列車は上りの全列車と下りの池袋を快速の直前に発車する成増行きが通過待ちを行う。
改札に通じる階段は池袋寄りのみに設置されている。
南口駅舎についてはバリアフリーに配慮した改装がなされ、ユニバーサルデザインの一環としての多機能トイレが設置されているほか、ホームと結ぶエレベーターは同駅舎からのみ利用可能である。

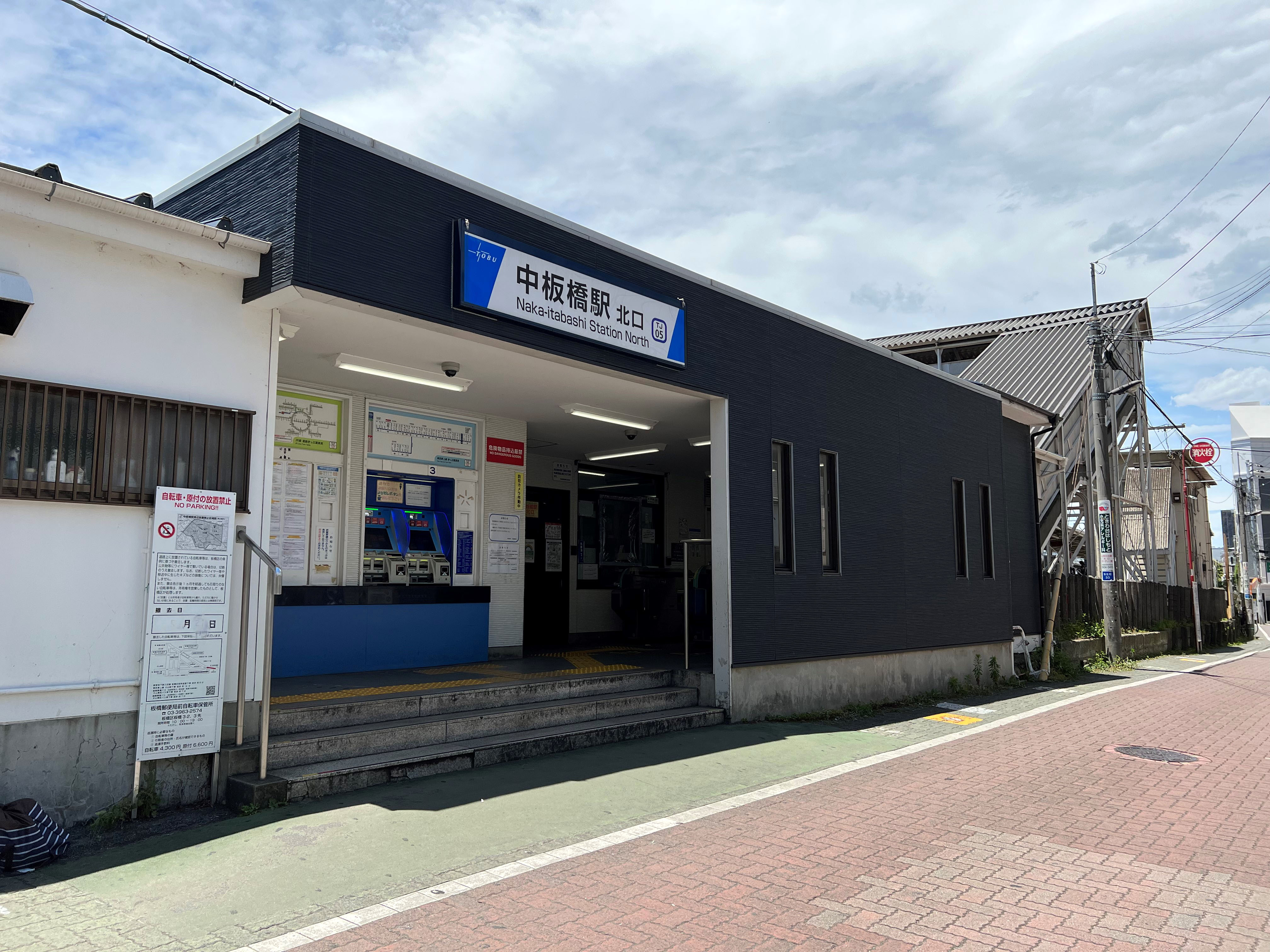
北口（2022年6月）
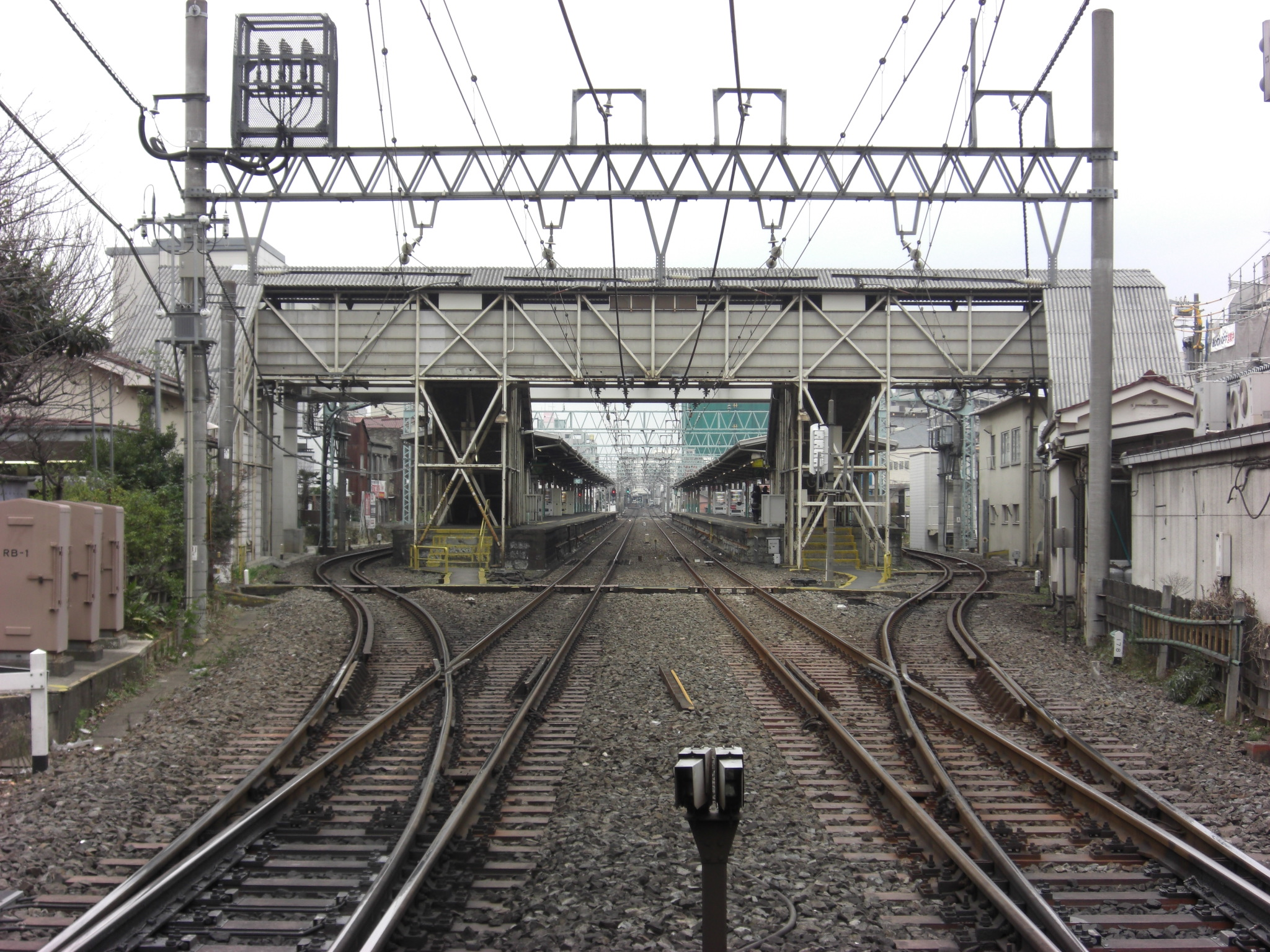
池袋方からホームを望む（2009年2月）

### のりば
| 番線 | 路線   | 方向 | 行先     |
| ---- | ------ | ---- | -------- |
| 1・2 | 東上線 | 下り | 川越方面 |
| 3・4 | 東上線 | 上り | 池袋方面 |

内側2線（2・3番線）が主本線、外側2線（1・4番線）が副本線である。

## 利用状況
2024年度の1日平均乗降人員は27,781人である。
近年の年度別1日平均乗降・乗車人員の推移は下表の通りである。
| 年度               | 1日平均 乗降人員 | 1日平均 乗車人員 | 出典       |
| ------------------ | ---------------- | ---------------- | ---------- |
| 1978年（昭和53年） | 34,750           |                  |            |
| 1990年（平成02年） |                  | 15,679           | [ * 1 ]    |
| 1991年（平成03年） |                  | 16,060           | [ * 2 ]    |
| 1992年（平成04年） |                  | 16,455           | [ * 3 ]    |
| 1993年（平成05年） |                  | 16,416           | [ * 4 ]    |
| 1994年（平成06年） | 32,674           | 15,951           | [ * 5 ]    |
| 1995年（平成07年） |                  | 16,016           | [ * 6 ]    |
| 1996年（平成08年） |                  | 15,893           | [ * 7 ]    |
| 1997年（平成09年） |                  | 15,855           | [ * 8 ]    |
| 1998年（平成10年） | 31,405           | 15,723           | [ * 9 ]    |
| 1999年（平成11年） |                  | 15,585           | [ * 10 ]   |
| 2000年（平成12年） |                  | 15,225           | [ * 11 ]   |
| 2001年（平成13年） | 27,878           | 13,929           | [ * 12 ]   |
| 2002年（平成14年） | 27,512           | 13,781           | [ * 13 ]   |
| 2003年（平成15年） | 27,093           | 13,607           | [ * 14 ]   |
| 2004年（平成16年） | 26,730           | 13,415           | [ * 15 ]   |
| 2005年（平成17年） | 26,364           | 13,223           | [ * 16 ]   |
| 2006年（平成18年） | 27,136           | 13,562           | [ * 17 ]   |
| 2007年（平成19年） | 27,170           | 13,610           | [ * 18 ]   |
| 2008年（平成20年） | 27,343           | 13,758           | [ * 19 ]   |
| 2009年（平成21年） | 27,081           | 13,680           | [ * 20 ]   |
| 2010年（平成22年） | 26,784           | 13,540           | [ * 21 ]   |
| 2011年（平成23年） | 25,978           | 13,126           | [ * 22 ]   |
| 2012年（平成24年） | 26,527           | 13,395           | [ * 23 ]   |
| 2013年（平成25年） | 27,093           | 13,680           | [ * 24 ]   |
| 2014年（平成26年） | 26,961           | 13,617           | [ * 25 ]   |
| 2015年（平成27年） | 27,607           | 13,959           | [ * 26 ]   |
| 2016年（平成28年） | 27,777           | 14,071           | [ * 27 ]   |
| 2017年（平成29年） | 28,527           | 14,455           | [ * 28 ]   |
| 2018年（平成30年） | 29,136           | 14,759           | [ * 29 ]   |
| 2019年（令和元年） | 29,052           | 14,719           | [ * 30 ]   |
| 2020年（令和02年） | 22,493           |                  |            |
| 2021年（令和03年） | 23,617           | 11,987           | [ 東武 3 ] |
| 2022年（令和04年） | 25,433           | 12,916           | [ 東武 4 ] |
| 2023年（令和05年） | 26,869           | 13,654           | [ 東武 5 ] |
| 2024年（令和06年） | 27,781           | 14,106           | [ 東武 1 ] |

## 駅周辺
駅舎は池袋寄りの南北に設けられ、駅前の商店街など商業地域は駅東側に広がっている。駅のすぐ北には石神井川が流れており桜並木が美しい。さらに石神井川のすぐ北には環七通り（東京都道318号環状七号線）がある。また、川越街道上板橋宿の中宿が駅のそばにある。
周辺では、板橋区三大踊りの一つである「へそ踊り」が、1996年より毎年開催されている。
- 中板橋商店街
- 中板橋郵便局
- 板橋弥生郵便局
- 板橋区立弥生小学校
- オーケー 大谷口店
- 日本大学医学部附属板橋病院

## バス路線
駅前に路線バスは乗り入れていないが、徒歩圏内に複数のバス停がある。
中板橋駅入口バス停（都営バス、国際興業バス、関東バス）
- 環七通り・東方向
  - 【王78】 王子駅前行・大和町行（都営）
  - 【赤31】 赤羽駅東口行（大和町・東十条四丁目経由）（国際、関東）
  - 【赤31-2】 赤羽車庫行（大和町経由）（国際） ※ 入出庫系統、平日1本のみ
- 環七通り・西方向
  - 【王78】 新宿駅西口行・杉並車庫前行（都営）
  - 【赤31】 高円寺駅北口行（羽沢・野方駅南口経由）（国際、関東）

仲町バス停（国際興業バス）
- 中山道方面
  - 【赤51】・【赤57】・【赤97】 赤羽駅西口行（豊島病院・本蓮沼駅経由）
  - 川越街道方面
    - 【赤51】・【赤97】 池袋駅東口行（サンシャインシティ経由）
    - 【赤57】 日大病院行

## 駅名の由来
川越街道の「上板橋宿」にある上板橋駅と、中山道の「下板橋宿」にある下板橋駅の中間に位置することから「中板橋駅」と名付けられた。周辺地名の中板橋は1957年（昭和32年）に新設されたもので、歴史上「中板橋」という名の宿場は存在しない。なお旧上板橋宿の宿場町の位置自体は上板橋駅よりも中板橋駅の方が最寄である。

## 隣の駅
当駅とときわ台駅間の距離は700 mで、東上線内では玉淀駅 - 寄居駅間の600 mに次いで2番目に短い。
東武鉄道
 東上本線
■TJライナー・■川越特急・■快速急行・■急行・■準急
通過
□普通
大山駅 (TJ 04) - 中板橋駅 (TJ 05) - ときわ台駅 (TJ 06)